# 佩吉·休出嫁
《佩吉·休出嫁》（英語：Peggy Sue Got Married）是一部在1986年上映的美国奇幻喜剧片，由弗朗西斯·科波拉执导，凯瑟琳·特纳和尼古拉斯·凯奇主演。

## 剧情
1985年，佩吉·休·博得尔参加自己的25周年高中同学会，陪伴她的是女儿贝丝而不是丈夫查利。后来佩吉突然晕倒，醒来后发现自己置身于1960年的高中体育馆（同学会也是在体育馆举行）……